# HONKYとーく
『HONKYとーく』（ホンキーとーく）は、1984年4月8日（4月7日深夜）から1985年12月29日（12月28日深夜）まで中京テレビで放送されていたトークバラエティ番組である。日曜未明（土曜深夜）の生放送番組で、毎回0:00からおおむね2:00頃まで放送されていたが、終了時刻は特に決まっていなかった。

## 概要
毎回文化人やその他の著名人たちをゲストに迎えていた深夜番組で、司会の阿藤海が彼らと様々なテーマでトークを繰り広げていた。阿藤とゲストによるトークがメインだったが、その一方で「プロ野球ウラニュース」「きょうびの出来事」「コント塾」などのサブコーナーも擁していた。
この番組は、中京テレビ製作の深夜番組の中でも最初期のものに当たる。中京テレビのみで放送されていたローカル番組であるが、東京や大阪からタレントを多数呼び寄せたことで制作費がかさみ、1986年春の改編を待たずして打ち切られた。この番組の終了後、一旦は中京テレビからローカル深夜番組が消滅するものの、それから約2年を経て同じく土曜深夜に『Club26』がスタート。これを皮切りに、中京テレビはローカル深夜番組の製作に本格的に着手するようになった。

## 出演者
- 阿藤海[1] - 司会。
- 水島裕子[1] - アシスタント。番組内では、アンニュイかつ物静かなキャラクターでずっと通していた。この番組と並行してこなしていた仕事が、『グッドモーニング』の「てん・ぱい・ぽん・ちん体操」である。
- 月亭八方[1]
- 桂米助[1]
- 三遊亭小遊三[1]
- チャーリーカンパニー
- 井手らっきょ
- そのまんま東
- 源高志[1] - 構成担当兼コーナーMC。
- 高田文夫[1] - 構成担当兼コーナーMC。

## エンディングテーマ
- "Eye in the Sky" The Alan Parsons Project